# 삼도 (불교)
불교 용어로서의 3도에는 다음의 것들이 있다.
1. 3도(三道): 견도(見道) · 수도(修道) · 무학도(無學道)
2. 3도(三道): 증도(證道) · 조도(助道) · 불주도(不住道)의 동상3도(同相三道)
3. 3도(三道): 성문승 · 연각승 · 보살승의 3승(三乘)
4. 3도(三道): 혹도(惑道) · 업도(業道) · 고도(苦道). 이 가운데 혹도는 번뇌도(煩惱道)라고도 하며, 3도를 3륜(三輪) · 3취(三聚) 또는 윤회3도(輪廻三道)라고도 한다.
5. 3도(三道): 10업도(十業道) 가운데 탐(貪) · 진(瞋) · 사견(邪見)
6. 3도(三塗): 화도(火塗) · 도도(刀塗) · 혈도(血塗). 3도(三途)라고도 한다.[6][7][8][9]
7. 3도처(三道處): 지옥도 · 아귀도 · 축생도[10]

## 3도: 견도·수도·무학도
3도(三道, 산스크리트어: triṣu mārgeṣu, mārga-traya, 영어: three holy paths, three paths)는 견도(見道) · 수도(修道) · 무학도(無學道)를 말한다. 3도는 부파불교와 대승불교 모두에서 공통적으로 인정하고 있는 수행(修行)의 3단계이다. 즉, 부파불교의 수행자인 성문과 대승불교의 수행자인 보살 모두에게 적용되는 불교 일반의 3단계의 수행계위이다. 3도를 성(聖)스러운 길, 성인(聖人)의 길 또는 완전한 깨달음[聖]에 이르는 길이라는 뜻에서 성도(聖道)라고도 한다.
견도(見道, 산스크리트어: darśana-mārga)는 수행자가 모든 견혹(見惑)에서 벗어나는 지위이다. 견도위(見道位)라고도 한다. 부파불교와 대승불교의 번뇌론과 수행론에 따르면, 모든 견혹은 무루지(無漏智) 즉 무루의 지혜가 최초로 나타나는 순간에, 보다 정확히 말하면, 가장 길게 잡아도 16심(十六心) 즉 8인8지(八忍八智)의 16찰나(十六剎那) 동안에 마치 해머로 바위를 산산이 깨뜨리듯이 한꺼번에 끊어진다.
견도(見道)는 부파불교의 수행계위인 성문의 4향4과에서는 수다원향(須陀洹向) 즉 예류향(預流向)에 해당하고, 대승불교의 유식유가행파의 5위(五位)의 수행계위에서는 제3위인 통달위(通達位)에 해당하고, 대승불교 일반의 52위(五十二位)의 보살 수행계위에서는 초지(初地), 즉 10지(十地) 가운데 첫 번째 계위, 즉 환희지(歡喜地)에 해당한다. 또한 유식유가행파의 6현관(六現觀)에서는 제4현관인 현관지제현관(現觀智諦現觀)에 해당한다.
수도(修道, 산스크리트어: bhāvanā-mārga)는 수행자가 수혹(修惑)을 벗어나기 위해 수행하는 기간 또는 지위이다. 수도위(修道位)라고도 한다. 수도는 견도에서 증득된 무루지를 바탕으로 유루 · 무루의 지혜, 즉 문혜 · 사혜 · 수혜의 3혜와 무루성혜를 반복적으로 닦아서 정의적인 번뇌인 수혹을 제거하는 과정이다.
수도(修道)는 부파불교의 수행계위인 성문의 4향4과에서는 수다원과(須陀洹果) 즉 예류과(預流果)부터 아라한향(阿羅漢向)까지에 해당하고, 대승불교의 유식유가행파의 5위(五位)의 수행계위에서는 제4위인 수습위(修習位)에 해당하고, 대승불교 일반의 52위(五十二位)의 보살 수행계위에서는 10지(十地) 가운데 제1지 즉 초지(初地)의 주심(住心)부터 제10지의 출심(出心)까지에 해당한다. 또한 유식유가행파의 6현관(六現觀)에서는 제5현관인 현관변지제현관(現觀邊智諦現觀)에 해당한다.
무학도(無學道, 산스크리트어: aśaiksa-mārga)는 수행자의 수행이 완료되어 모든 번뇌를 끊고 진리를 증득한 상태로, 무학(無學) 즉 더 이상 배울 것이 없는 지위이다. 무학위(無學位)라고도 한다. 완전한 깨달음을 증득한 상태로 아라한과의 지위, 즉 부처의 지위, 즉 불지(佛地) 또는 여래지(如來地)이다.
무학도(無學道)는 부파불교의 수행계위인 성문의 4향4과에서는 최후의 아라한과(阿羅漢果)에 해당하고, 대승불교의 유식유가행파의 5위(五位)의 수행계위에서는 최후의 제5위인 구경위(究竟位)에 해당하고, 대승불교 일반의 52위(五十二位)의 보살 수행계위에서는 최후의 제52위인 묘각(妙覺)에 해당한다. 또한 유식유가행파의 6현관(六現觀)에서는 최후의 제6현관인 구경현관(究竟現觀)에 해당한다.

## 3도: 증도·조도·불주도
3도(三道)는 세친의 《십지경론(十地經論)》에서 설하는 증도(證道) · 조도(助道) · 불주도(不住道)의 동상3도(同相三道)를 말한다.
혜원의 《대승의장》 제10권에 따르면 증도(證道) · 조도(助道) · 불주도(不住道)는 다음을 뜻한다.
증도(證道)는 실성(實性)의 이치[理]를 증오(證悟)하는 것을 말한다.  증(證)은 지득계회(知得契會) 즉 앎 · 증득 · 계합 · 깨침을 뜻하는데, 마음이 실성에 그윽히 잠겨서[知], 분별(分別) 즉 실성에 대한 차별심을 모두 잊고[得], 실성에 완전히 계합[契]하여서, 실성(實性)을 철저히 깨침[會]으로써 실성(實性)과 평등한 상태에 있는 것 즉 정등각(正等覺)의 상태에 있는 것을 말한다. 정등각의 문자 그대로의 뜻은 완전히 평등한 깨달음 또는 철저히 평등한 깨달음이다. 즉, 실성(實性) 즉 진리와 철저히 하나된 상태를 말한다.
조도(助道)는 부좌자순(扶佐資順) 즉 도움 · 보좌(補佐) · 자량 · 계합의 뜻으로 6바라밀 · 10바라밀 등의 바라밀[度]과 같은 수행을 반복하여 실천하는 것으로 이러한 실천이 보리(菩提)를 증득하는 자량[資]이 되고 보리에 계합[順]하게 하는 것을 말한다.
불주도(不住道)는 이착(離著) 즉 집착을 떠남의 뜻으로, 교혜쌍유(巧慧雙遊) 즉 교혜쌍수(巧慧雙修) 즉 교(巧)와 혜(慧)를 함께 공부[遊]하여서 즉 방편(方便)과 지혜(智慧)를 함께 닦아서 그 결과 치우침[偏]이 없는 것을 말한다.
혜원에 따르면, 증도(證道) · 조도(助道) · 불주도(不住道)의 3도는 동일한 도(道) 즉 동일한 길의 3가지 측면으로, 모두 '법을 성취하는 것[法成]' 즉 '깨달음에 도달하는 길'의 한 측면을 보여준다. 혜원은 다시 간략히 요약하여 도(道) 즉 성도(聖道)는 "깨달음에 도달하기에 증도(證道)이고, 그것의 자량이 되기에 조도(助道)이고, 범부와 성인을 모두 뛰어넘기에 불주도(不住道)이다"라고 말하고 있다.

## 3도: 혹도·업도·고도
3도(三道, 영어: three paths, three evil destinies)는 혹도(惑道) · 업도(業道) · 고도(苦道)를 말한다. 혹도는 번뇌도(煩惱道)라고도 한다.
3도는 3륜(三輪) · 3취(三聚) 또는 윤회3도(輪廻三道)라고도 한다.
3도에서 '도(道)'는 '다른 것으로 통하는 길'이라는 뜻으로 원인이 되어 결과를 낳는 것 즉 인과관계를 뜻한다. 3도는 유정이 생사윤회를 반복하게 되는 과정을 인과관계[道]의 관점에서 3단계로 나눈 것으로, 탐 · 진 · 치 등의 번뇌[惑]가 원인이 되어 신업 · 구업 · 의업의 업(業)이 일어나고 업(業)이 원인이 되어 고(苦) 즉 3계6도의 삶 즉 5취온이라는 이숙과(異熟果)가 생겨나는 것을 말한다.
천태종의 개조 지의(智顗: 538~597)는 《금광명경현의(金光明經玄義)》 상권에서 3도를 12연기와 관련시켜 해설하고 있다.
지의의 설명에 따르면, 12연기 가운데 과거 생의 무명(無明)과 현재 생의 애(愛) · 취(取)의 3가지 지분이 혹도(惑道) 즉 번뇌도(煩惱道)에 해당한다. 그리고 과거 생의 행(行)과 현재 생의 유(有)의 2가지 지분이 업도(業道)에 해당한다. 그리고 현재 생의 식(識) · 명색(名色) · 6입(六入) · 촉(觸) · 수(受)와 미래 생의 생(生) · 노사(老死)의 7가지 지분이 고도(苦道)에 해당한다.
지의의 이 설명은 인도불교의 유식학(唯識學) 총 3기 중 제3기의 논사인 안혜(安慧: 475~555)가 저술한 《대승광오온론(大乘廣五蘊論)》에 나오는 설명과 정확히 일치한다. 《대승광오온론》은 지바가라(地婆訶羅, Divākara)가 685년에 한역하였다.
안혜는 《대승광오온론》에서 인과(因果)를 부정하는 그릇된 견해인 사견(邪見)에 대해 설명하면서, 12연기의 12지분을 원인[因]과 결과[果]로 나누고, 다시 원인[因]을 번뇌와 업으로 나누고 있다. 달리 말하면, 번뇌와 번뇌의 작용과 동시에 형성되는 업과 업에 의해 생겨나는 결과로 나누고 있는데, 그 구분은 다음과 같다.
- 원인
  - 번뇌: ① 무명
  - 업: ② 행
- 결과: ③ 식, ④ 명색, ⑤ 6입, ⑥ 촉, ⑦ 수

- 원인
  - 번뇌: ⑧ 애, ⑨ 취
  - 업: ⑩ 유
- 결과: ⑪ 생, ⑫ 노사

## 3도: 화도·도도·혈도
3도(三塗, 산스크리트어: apāya-patha, preta-triyag-naraka, 영어: three paths, three kinds of evil destination)는 3도(三途)라고도 하며, 화도(火塗) · 도도(刀途) · 혈도(血途)를 말한다. 각각 6도(六道) 가운데 지옥도 · 아귀도 · 축생도에 해당한다. 3악도(三惡道) · 3악취(三惡趣) · 3도처(三道處)와 동의어이다.
한자어 도(塗)에는 '길[道]'의 뜻도 있지만 괴로움의 뜻도 있는데, 3도(三塗)는 악을 행한 유정이 윤회하여 태어나는 3가지 생존 상태에서 겪게 되는 괴로움을 강조하는 표현이다. 불교에서 유정 또는 중생은 천인 · 인간 · 아수라 · 동물 · 아귀를 모두 포괄하는 개념이다.
화도(火塗)는 지옥도에 태어난 유정이 맹렬히 타오르는 불길에 의해 끊임없이 받는 괴로움을 가리킨다.
도도(刀途)는 아귀도 즉 염마왕의 세계에 태어난 유정이 칼과 몽둥이에 의해 끊임없이 핍박당하는 괴로움을 가리킨다.
혈도(血途)는 축생도 즉 동물의 세계에 태어난 유정이 끊임없이 서로 잡아먹고 잡아먹히는 약육강식(弱肉强食)의 괴로움을 가리킨다.

## 3도처
3도처(三道處, 영어: places of three paths)는 지옥도 · 아귀도 · 축생도를 말하며, 3악도(三惡道) · 3악취(三惡趣) · 3도(三塗, 三途)와 동의어이다.

## 참고 문헌
- 고려대장경연구소. 《고려대장경 전자 불교용어사전》. 고려대장경 지식베이스 / (사)장경도량 고려대장경연구소. |title=에 외부 링크가 있음 (도움말)
- 곽철환 (2003). 《시공 불교사전》. 시공사 / 네이버 지식백과. |title=에 외부 링크가 있음 (도움말)
- 권오민 (2003). 《아비달마불교》. 민족사.
- 세친 지음, 현장 한역, 김묘주 번역 (K.594, T.1597). 《섭대승론석》. 한글대장경 검색시스템 - 전자불전연구소 / 동국역경원. K.594(17-76), T.1597(31-321). |title=에 외부 링크가 있음 (도움말)
- 안혜 지음, 현장 한역, 이한정 번역 (K.576, T.1605). 《대승아비달마잡집론》. 한글대장경 검색시스템 - 전자불전연구소 / 동국역경원. K.576(16-228), T.1606(31-694). |title=에 외부 링크가 있음 (도움말)
- 용수 지음, 구마라습 한역, 김성구 번역 (K.549, T.1509). 《대지도론》. 한글대장경 검색시스템 - 전자불전연구소 / 동국역경원. K.549(14-493), T.1509(25-57). |title=에 외부 링크가 있음 (도움말)
- 운허.  동국역경원 편집, 편집. 《불교 사전》. |title=에 외부 링크가 있음 (도움말)
- 호법 등 지음, 현장 한역, 김묘주 번역 (K.614, T.1585). 《성유식론》. 한글대장경 검색시스템 - 전자불전연구소 / 동국역경원. K.614(17-510), T.1585(31-1). |title=에 외부 링크가 있음 (도움말)
- (영어) DDB. 《Digital Dictionary of Buddhism (電子佛教辭典)》. Edited by A. Charles Muller. |title=에 외부 링크가 있음 (도움말)
- (중국어) 佛門網. 《佛學辭典(불학사전)》. |title=에 외부 링크가 있음 (도움말)
- (중국어) 星雲. 《佛光大辭典(불광대사전)》 3판. |title=에 외부 링크가 있음 (도움말)
- (중국어) 세친 조, 현장 한역 (T.1597). 《섭대승론석(攝大乘論釋)》. 대정신수대장경. T31, No. 1597, CBETA. |title=에 외부 링크가 있음 (도움말)
- (중국어) 안혜 조, 지바하라 한역 (T.1613). 《대승광오온론(大乘廣五蘊論)》. 대정신수대장경. T31, No. 1613, CBETA. |title=에 외부 링크가 있음 (도움말)
- (중국어) 용수 조, 구마라습 한역 (T.1509). 《대지도론(大智度論)》. 대정신수대장경. T25, No. 1509, CBETA. |title=에 외부 링크가 있음 (도움말)}
- (중국어) 지의 설, 관정 록 (T.1783). 《금광명경현의(金光明經玄義)》. 대정신수대장경. T39, No. 1783, CBETA. |title=에 외부 링크가 있음 (도움말)}
- (중국어) 호법 등 지음, 현장 한역 (T.1585). 《성유식론(成唯識論)》. 대정신수대장경. T31, No. 1585, CBETA. |title=에 외부 링크가 있음 (도움말)